# 스코퍼스

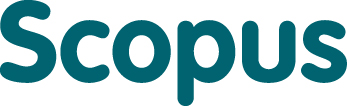

스코퍼스(Scopus)는 네덜란드의 엘스비어 출판사가 2004년에 만든 글로벌 학술논문 데이터베이스 플랫폼이다.
신영수 이화여대 건축학과 교수는 미국 톰슨사의 SCI 보다 네덜란드 엘스비어사의 스코퍼스가 전 세계 지역 타이틀 비율이 고르게 안배돼 있고, 1996년 이후 논문의 경우 스코퍼스의 저널 제공 종수가 더 많기 때문에 피인용횟수가 더 높다고 말한다.
2007년부터 타임지의 전 세계 대학평가에서는 미국 톰슨사의 SCI 대신 네덜란드 엘스비어사의 스코퍼스로 전 세계 대학 논문을 평가하기 시작했다. 스코퍼스는 미국 밖에서 출판된 논문에 대한 정보를 다양하게 수록한 것으로, 기존에 잘 알려지지 않았던 대학과 기관들의 출판물을 광범위하게 담은 것이 특징이다. 또 비영어권 국가들의 콘텐츠를 포함하고 있어 상대적으로 자국 언어로 작성된 우수한 논문을 가진 대학들을 비교적 공정하게 평가할 수 있는 지표로 인식되고 있다.
2009년 2월 21일 한국인터넷정보학회의 영문 저널 TIIS가 창간 1년 2개월 만에 스코퍼스에 등재되었다. 보통은 3년 이상된 저널만 등재하지만, 논문의 질과 독창성이 뛰어나면 창간한 지 얼마 안 된 저널도 등재가 가능하다.
2011년 5월 24일 질병관리본부는 영문 저널 PHRP 창간 5개월 만에 스코퍼스에 등재하는데 성공했다.
2012년 8월 28일 한국연구재단은 스코퍼스 한국저널선정위원회를 운영한다고 밝혔다. 한국의 저명 교수 16인으로 위원회가 구성되며, 엘스비어사에 스코퍼스 저널로 등재할 것을 추천한다. 이를 통해 국내 저널이 SCI급 세계적 고품질 저널로 승격되는 절차가 쉬워질 것이다. 이를 위해 2011년 11월 23일 한국연구재단과 엘스비어가 MOU를 체결했다. 한국연구재단은 한국판 스코퍼스인 KCI를 만들어 운영하고 있다.
2012년 10월 18일 사단법인 이준국제법연구원이 발간하는 동아국제법연구가 한국 법학 분야 최초로 스코퍼스에 등재되었다. 2011년 8월 19일 한국 법학 분야 최초이자, 단일연구소 세계 최초로 SSCI에 등재되었다.
2017년 7월 13일 사단법인 한국디자인학회가 발간하는 Archives of Design Research가 한국 디자인 분야 최초로 스코퍼스에 등재되었다.

## 같이 보기
- SCI
- KCI